# Abu Dhabi Desert Challenge
L'Abu Dhabi Desert Challenge (antigament anomenada UAE Desert Challenge) és una prova de ral·li raid que es disputa anualment des del 1991 a Abu Dhabi, Emirats Àrabs Units. Fundada i organitzada per Mohammed Ben Sulayem, vicepresident de la FIA, és puntuable per a la Copa del Món de Ral·lis Raid.

## Història
Pensada originalment només per a cotxes, les motocicletes i els quads s'hi varen introduir el 1995 i els camions el 2002.
L'esdeveniment es va conèixer inicialment amb el nom d'UAE Desert Challenge ("Repte del Desert dels Emirats Àrabs Units"), ja que abastava diversos emirats del país. Des de l'any 2009, la ruta consta de cinc etapes (més una de "súper especial") íntegrament dins de l'emirat d'Abu Dhabi i, consegüentment, el títol es va canviar per l'actual.

## Llista de guanyadors
A 3 de març de 2025
| Any  | Cotxes               | Cotxes                 | Cotxes                  |
| Any  | Pilot                | Copilot                | Automòbil               |
| ---- | -------------------- | ---------------------- | ----------------------- |
| 1991 | Mohammed Mattar      | Hasan Ali Ben Shahdoor | Land Rover Defender 110 |
| 1992 | Mohammed Mattar      | Hasan Ali Ben Shahdoor | Land Rover Defender 110 |
| 1993 | Saeed Al-Hajri       | Henri Magne            | Mitsubishi Pajero       |
| 1994 | Jean-Louis Schlesser | –                      | Schlesser Original      |

| Any  | Cotxes                 | Cotxes                 | Cotxes                  | Motos                  | Motos                      |
| Any  | Pilot                  | Copilot                | Automòbil               | Pilot                  | Moto                       |
| ---- | ---------------------- | ---------------------- | ----------------------- | ---------------------- | -------------------------- |
| 1995 | Jean-Louis Schlesser   | –                      | Schlesser Original      | Heinz Kinigadner       | KTM LC4                    |
| 1996 | Bruno Saby             | Dominique Serieys      | Mitsubishi Pajero       | Stéphane Peterhansel   | Yamaha M3                  |
| 1997 | Ari Vatanen            | Fred Gallagher         | Citroën Rally Raid      | Stéphane Peterhansel   | Yamaha M3                  |
| 1998 | Jean-Louis Schlesser   | Gilles Picard          | Mitsubishi Pajero       | Heinz Kinigadner       | KTM LC4 660                |
| 1999 | Jean-Louis Schlesser   | Henri Magne            | Schlesser Renault       | Fabrizio Meoni         | KTM 660                    |
| 2000 | Jean-Louis Schlesser   | Jean-Marie Lurquin     | Schlesser Renault       | Jimmy Lewis            | BMW 900 RR                 |
| 2001 | Jean-Louis Schlesser   | Henri Magne            | Schlesser Mégane        | Cyril Despres          | KTM 660                    |
| 2002 | Stéphane Peterhansel   | Jean-Paul Cottret      | Mitsubishi Pajero       | Cyril Despres          | KTM 660                    |
| 2003 | Stéphane Peterhansel   | Jean-Paul Cottret      | Mitsubishi Pajero       | Cyril Despres          | KTM 660                    |
| 2004 | Hiroshi Masuoka        | Andreas Schulz         | Mitsubishi Pajero       | Isidre Esteve          | KTM 660                    |
| 2005 | Stéphane Peterhansel   | Jean-Paul Cottret      | Mitsubishi Lancer Evo   | Cyril Despres          | KTM 660                    |
| 2006 | Luc Alphand            | Gilles Picard          | Mitsubishi Lancer Evo   | Marc Coma              | KTM 660                    |
| 2007 | Stéphane Peterhansel   | Jean-Paul Cottret      | Mitsubishi Lancer Evo   | Marc Coma              | KTM 660                    |
| 2008 | Nasser Al-Attiyah      | Tina Thörner           | BMW X3                  | Cyril Despres          | KTM 690                    |
| 2009 | Guerlain Chicherit     | Tina Thörner           | BMW X3                  | Marc Coma              | KTM 690                    |
| 2010 | Leonid Novitskiy       | Andreas Schulz         | BMW X3                  | Marc Coma              | KTM 690 Enduro Rally       |
| 2011 | Stéphane Peterhansel   | Jean-Paul Cottret      | Mini All 4 Racing       | Marc Coma              | KTM 450 Rally              |
| 2012 | Jean-Louis Schlesser   | Konstantin Zhilstov    | Schlesser Buggy         | Marc Coma              | KTM 450 Rally              |
| 2013 | Nani Roma              | Michel Perin           | Mini All 4 Racing       | Marc Coma              | KTM 450 Rally              |
| 2014 | Vladimir Vasilyev      | Konstantin Zhiltsov    | Mini All4 Racing X-Raid | Paulo Gonçalves        | Honda                      |
| 2015 | Vladimir Vasilyev      | Konstantin Zhiltsov    | Mini All4 Racing X-Raid | Marc Coma              | Red Bull KTM Rally Factory |
| 2016 | Nasser Al-Attiyah      | Mathieu Baumel         | Toyota Hilux Overdrive  | Toby Price             | KTM 450 Rally              |
| 2017 | Sh. Khalid Al Qassimi  | Khalid Al Kendi        | Peugeot 3008 DKR        | Sam Sunderland         | KTM 450 Rally              |
| 2018 | Martin Prokop          | David Pabiska          | Ford F-150 Evo          | Pablo Quintanilla      | Husqvarna 450 Rally        |
| 2019 | Stéphane Peterhansel   | Andrea Peterhansel     | Mini JCW Rally X-Raid   | Sam Sunderland         | KTM 450 Rally              |
| 2020 | No disputat (COVID-19) | No disputat (COVID-19) | No disputat (COVID-19)  | No disputat (COVID-19) | No disputat (COVID-19)     |
| 2021 | Nasser Al-Attiyah      | Mathieu Baumel         | Toyota Hilux Overdrive  | Matthias Walkner       | KTM 450 Rally              |
| 2022 | Stéphane Peterhansel   | Edouard Boulanger      | Audi RS Q e-tron        | Sam Sunderland         | Gas Gas                    |
| 2023 | Yazeed Al-Rajhi        | Timo Gottschalk        | Toyota Hilux Overdrive  | Adrien van Beveren     | Honda                      |
| 2024 | Nasser Al-Attiyah      | Edouard Boulanger      | Prodrive Hunter         | Aaron Maré             | Hero 450 Rally             |
| 2025 | Nasser Al-Attiyah      | Edouard Boulanger      | Dacia Sandrider         | Daniel Sanders         | KTM 450 Rally Factory      |